# Jugski (jezik)
Jugski jezik (Югский язык, yug, yugh; ISO 639-3: yuu), jenisejski jezik kojim govore pripadnici etničke grupe Jugi u Krasnojarskom kraju. Od deset do petnaest etničkih Juga (1991 G. K. Verner in Kibrik), dvije do tri osobe (ib.) su govorile yugskim u naselju Vorogovo; nešto u selo Jarcevo (Ярцево). 
U prošlosti se govorio duž Jeniseja, od Jenisejska do ušća Dupčesa.

## Vanjske poveznice
- Ethnologue (14th)
- Ethnologue (15th)
- [neaktivna poveznica]